# Jean Fayen

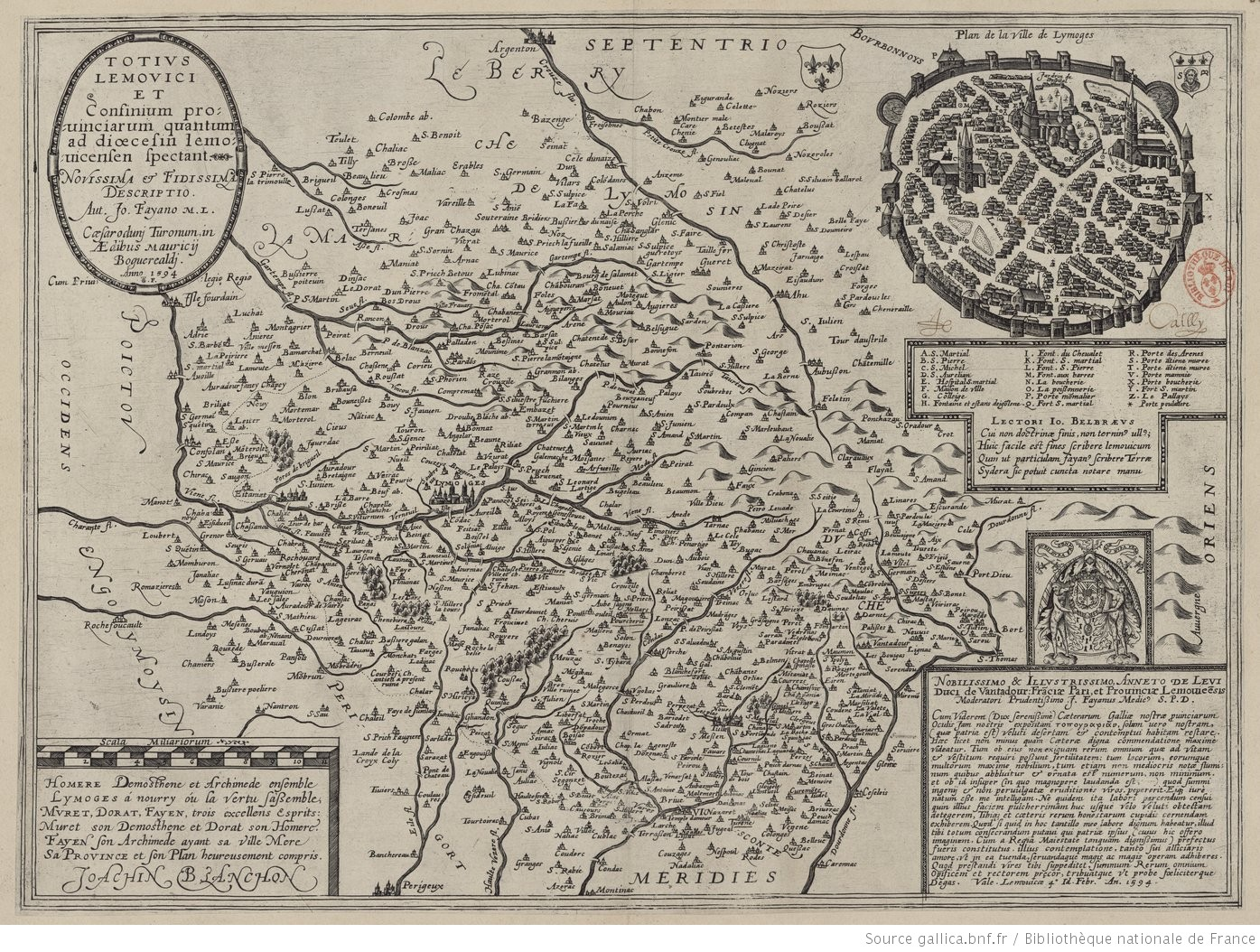
Die Karte des Limousin von 1594 aus dem Atlas Le Theatre Francoys

Jean Fayen, unter anderem auch Jean Du Fayen, Jean DuFayen, Jean Faiano, Johannes Faianus, Antoine Jean du Fayen oder Jean du Fayen, (* um 1530; † 1616) war ein französischer Arzt, Dichter und Kartograf, der in Limoges gewirkt hat.
Er war der Schöpfer der ersten Karte des Limousin, die mit dem Titel Totius Lemovici et confinium provinciarum quantum ad dioecesin lemovicensen spectant in dem Atlas Le Theatre Francoys von Maurice Bouguereau aufgenommen und 1594 in Tours veröffentlicht wurde. Weitere Überarbeitungen und Veröffentlichungen der Karte in den Werken anderer Kartografen und Geografen schlossen sich an. So unter anderem in dem Atlas Le Théâtre géographique du Royaume de France (Paris 1620) von Jean Le Clerc und in dem Atlas Atlas or A Geographicke Description of the World (Amsterdam 1636) von Gerhard Mercator, Jodocus Hondius, Johannes Janssonius.

## Rezeption

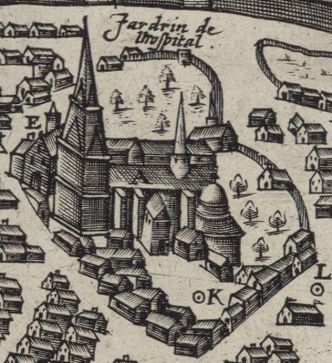
Ein Detail aus dem zur Karte gezeichneten Stadtplan von Limoges

Der Dichter Jean Fayen und seine Arbeitsauffassung wird in einem Brief von ihm an den Duc de Ventadour deutlich, den die amerikanische Romanistin Louisa Mackenzie (* 1970) in ihrem Buch The Poetry of Place: Lyric, Landscape, and Ideology in Renaissance France erwähnt. Dort sagt Fayen in etwa, dass er das bisher unter einem Schleier verborgene lachende Antlitz des Limousin (in griechischem Charakter) zum Vorschein bringen will: that he aims toreveal the laughin face of Limousin (in Greek character), which has previounsly been hidden under a veil.
In einem kleinen Gedicht des französischen Poeten Joachim Blanchon (um 1540–1597) wird Jean Fayen mit Archimedes verglichen. Das Gedicht ist unten links auf der Karte des Limousin in einem Eckkasten zu finden.